# 기독교울산방송
기독교울산방송(상호명 : 울산씨비에스, 약칭 : 울산CBS, 영어: Ulsan Christian Broadcasting System)은 개신교계 방송 중 하나로서, 대한민국 울산 지역의 민영 방송이다.
지상파 라디오 방송국을 가지고 있으며, 씨비에스 기업집단의 주력 업체로 CBSi, 노컷뉴스 등 다수의 계열사를 아래에 두고 있다.

## 역사

### 2000년대
- 2000 11.29 기독교울산방송 유치 추진위원회 발족(추진위원장 이민구, 위원 서정배, 정운기, 이대수, 전신덕, 배상규, 이원재, 윤석주, 정방조)
- 2003 02.08 기독교울산방송 설립추진이사회 조직(이사장 이민구, 총무 정운기, 서기 이대수, 이사 배상규, 이광희, 변재훈, 민경종, 조인호, 신유근, 김종혁, 김수정, 이원재, 윤석주, 전신덕)
- 2003 04.14 제1대 변상욱 본부장 부임(4.14~7.20)
- 2003 07.21 제2대 장승철 본부장 부임(7.21~06.2.28)
- 2004 12.09 JCN 중앙케이블방송 MOU체결
- 2004 03.30 울산CBS개국,울산CBS창립축하연회(울산롯데호텔)
- 2004 03.30 기독교울산방송 개국
- 2004 03.21 울산매일신문 MOU 체결
- 2004 03.30 기독교울산방송 개국
- 2004 03.30 울산CBS개국,울산CBS창립축하연회(울산롯데호텔)
- 2004 12.09 JCN 중앙케이블방송 MOU체결
- 2005 01.28 제1대 자문위원장 손승원 목사 취임
- 2005 01.28 제1대 운영위원장 김수정장로, 제1대 여성위원장 권금옥권사 취임
- 2005 01.28 울산CBS선교협의회 창립(울산제일교회)
- 2005 04.23 창립1주년기념 울산대회 (울산체육공원 호반광장)
- 2006 03.01 제3대 김창수 본부장 부임 (3.1~07.6.26)
- 2006 03.30 제2대 자문위원장 최신철 목사(은광교회)
- 2006 03.30 제2대 운영위원장 동문수장로, 제2대 여성위원장 설효순권사 취임
- 2006 05.10 울산CBS 시민기자단 발족
- 2006 06.10 창립2주년기념 울산대회(울산체육공원 호반광장)
- 2006 08.20 C&M울산방송 MOU체결
- 2006 12.19 울산CBS합창단 창단 (단목:양성태목사,단장:장현서장로)
- 2007 06.08 제1회 전국 실종자이산가족찾기 대회(태화강)
- 2007 06.27 제4대 윤병대 본부장 부임(6.27~09.6.14)
- 2007 11.08 창립3주년기념 울산행복축제(울산KBS홀)
- 2008 04.11 창립4주년기념 ‘금난새와 함께하는 봄의향연’(문화예술회관)
- 2008 07.19 울산CBS소년소녀합창단 창단(단목:김종혁목사, 단장:윤은주장로)
- 2008 08.20 경상일보사 MOU 체결
- 2008 10.25 창립4주년기념 김동규리사이틀‘시월의 어느멋진 날에‘(문화예술회관)
- 2008 11.27 울산CBS 성가경연대회(울산KBS홀)
- 2008 12.11 제3대 운영위원장 장현서 장로 취임
- 2009 01.14 제3대 자문위원장 김형태목사(덕하교회) 취임
- 2009 04.09 창립5주년기념 '첫사랑'공연(문화예술회관)
- 2009 05.30 울산CBS합창단 '제1회 정기연주회'
- 2009 06.15 제5대 양경주 본부장 부임(6.15~12.6.27)
- 2009 11.17 창립5주년기념 7080'가을속으로‘(울산KBS홀)

### 2010년대
- 2010 03.25 운영이사회 발족 및 제1대 장현서장로 운영이사장 취임
- 2010 04.20 창립6주년기념 대니정&바비킴 ‘봄의 축제’(문화예술회관)
- 2010 10.25 제1회 울산CBS배 목사친선탁구대회
- 2010 10.30 울산CBS 합창단 ‘제2회 정기연주회’
- 2010 11.01 제1회 외국인음악축제
- 2011 02.19 울산CBS소년소녀합창단 ‘제1회 정기연주회’
- 2011 03.31 창립7주년기념 울산CBS자문위원회 위촉식
- 2011 07.05 창립7주년기념 러시아볼쇼이극장 오페라 갈라콘서트(문화예술회관)
- 2011 10.24 제2회 울산CBS배 목사친선탁구대회
- 2011 11.12 제2회 외국인음악축제
- 2011 12.10 울산CBS합창단 ‘제3회 정기연주회’
- 2012 11.10 울산CBS합창단 ‘제4회 정기연주회’
- 2012 11.04 제3회 외국인음악축제
- 2012 10.30 제3회 울산CBS배 목사친선탁구대회
- 2012 06.28 제6대 이전호 본부장 부임 (6.28~14.2.10)
- 2012 06.19 울산CBS소년소녀합창단 (단목:김상호목사, 단장:설효순권사)
- 2012 06.19 울산CBS실행이사회 위촉(이사장 이승일목사)
- 2012 06.19 창립8주년기념 ‘펠릭스헬’ 내한공연 (문화예술회관)
- 2012 04.24 창립8주년기념 ‘봄의축제’ (문화예술회관)
- 2012 03.27 전국평신도 전도왕초청 ‘전도부흥성회'
- 2012 04.24 창립8주년기념 ‘봄의축제’ (문화예술회관)
- 2012 06.19 창립8주년기념 ‘펠릭스헬’ 내한공연 (문화예술회관)
- 2012 06.19 울산CBS실행이사회 위촉(이사장 이승일목사)
- 2012 06.19 울산CBS소년소녀합창단 (단목:김상호목사, 단장:설효순권사)
- 2012 06.28 제6대 이전호 본부장 부임 (6.28~14.2.10)
- 2012 10.30 제3회 울산CBS배 목사친선탁구대회
- 2012 11.04 제3회 외국인음악축제
- 2012 11.10 울산CBS합창단 ‘제4회 정기연주회’
- 2013 04.09 창립9주년기념 ‘러빙유’ (문화예술회관)
- 2013 10.19 창립9주년기념 '세르게이트라파노프 집시앙상블' 내한공연
- 2014 02.11 제7대 이열범 본부장 부임 (14.2.11~15.6.23)
- 2014 02.27 울산CBS소년소녀합창단 ‘제2회 정기연주회’(문화예술회관)
- 2014 03.29 울산CBS합창단 창작뮤지컬 ‘그의길’(문화예술회관)
- 2014 04.29 창립10주년기념 ‘체코필하모닉 소년소녀합창단 내한공연’(문화예술회관)
- 2014 06.24 홈페이지 리뉴얼 완료, 정식 도메인 www.uscbs.co.kr 등록
- 2014 07.22 울산CBS 시민기자단 발족 감사예배 및 위촉식
- 2014 10.15 창립10주년기념 '성경필사본전시회'
- 2014 11.04 창립10주년기념 '쿼르텟샌프란시스코 내한공연'(KBS울산홀)
- 2015 03.24 창립11주년기념 '봄의향연' (문화예술회관)
- 2015 06.24 제8대 김재식 본부장 부임 (15.6.24~16.12.18)
- 2015 11.05 창립11주년기념 '가을의노래' (문화예술회관)
- 2015 11.19 CBS 시네마 '프리덤' 개봉
- 2016 02.25 CBS 시네마 '레터스 투 갓' 개봉
- 2016 03.01 울산CBS소년소녀합창단 '제3회정기연주회' (중구문화의전당)
- 2016 06.16 CBS 시네마 '불의전차' 개봉
- 2016 06.19 창립12주년기념 '파개그니니 in 울산' (문화예술회관)
- 2016 09.29 창립12주년기념 '윤수일밴드 40주년 콘서트' (KBS울산홀)
- 2016 11.17 CBS 시네마 '순종' 개봉
- 2016 12.19 제9대 배상하 본부장 부임(16.12.19~19.6.25)
- 2017 03.23 CBS 시네마 '위대한 임무' 개봉
- 2017 03.30 창립13주년기념 '홍지민과 함께하는 뮤지컬&오페라 star' (문화예술회관)
- 2017 07.13 CBS 시네마 '예수는 역사다" 개봉
- 2017 10.25 창립 13주년 기념 '디코다 챔버 앙상블 콘서트' (현대예술관)
- 2017 11.02 CBS 시네마 '내게 남은 사랑을' 개봉
- 2018 03.08 CBS 시네마 '바나나쏭의 기적
- 2018 04.10 창립 14주년 기념 '봄의 찬가' (문화예술회관)
- 2018 07.19 CBS 시네마 '신은 죽지 않았다3' 개봉
- 2018 10.04 창립 14주년 기념 'JAZZ IN ULSAN 2018' (문화예술회관)
- 2018 10.31 CBS 시네마 '바울' 개봉
- 2019 02.26 울산CBS소년소녀합창단 '제4회정기연주회' (문화예술회관)
- 2019 04.23 창립15주년기념 '봄' (문화예술회관)
- 2019 06.13 CBS 시네마 '천로역정' 개봉
- 2019 06.26 제10대 권대희 본부장 부임(19.6.26~22.1.5)

### 2020년대
- 2022 01.06 제11대 양승관 본부장 부임(22.1.6~현재)

## 방송 송출 시설망
| 울산CBS 라디오 | 울산CBS 라디오 | 울산CBS 라디오 | 울산CBS 라디오 | 울산CBS 라디오                | 울산CBS 라디오                                                       |
| 송신소         | 주파수         | 출력           | 호출부호       | 송신소 위치                   | 방송구역                                                             |
| -------------- | -------------- | -------------- | -------------- | ----------------------------- | -------------------------------------------------------------------- |
| 무룡산 송신소  | FM 100.3㎒     | 3㎾            | HLCD-FM        | 울산 북구 어물동 산195-3 (KT) | 울산광역시 일원, 부산광역시 일부, 경남 양산시 일부, 경북 경주시 일부 |

### 라디오 시보 멘트
- 표준FM 100.3MHz 바르고 따뜻한 세상을 만드는 방송 울산CBS 라디오입니다. HLCD

## 같이 보기
- KBS울산방송국
- 울산MBC
- ubc
- cpbc 부산가톨릭평화방송
- TBN 울산교통방송
- BBS 울산불교방송